# Pardosa fastosa
Pardosa fastosa là một loài nhện trong họ Lycosidae.
Loài này thuộc chi Pardosa. Pardosa fastosa được Eugen von Keyserling miêu tả năm 1877.